# Litteraturkritik
Litteraturkritik är reflektion eller undersökning samt värdering av litteratur. Den som ger denna typ av kritik brukar kallas för litteraturkritiker. Viktiga skillnader mellan litteraturkritik och litteraturteori ligger dels i att litteraturkritikern låter de egna värderingarna synas, medan litteraturteoretikern eftersträvar objektivitet. Litteraturkritik publiceras till exempel i essäform, medan litteraturteori hör till genrer som vetenskapliga artiklar och avhandlingar.

## Historik
Den tidiga litteraturkritiken kan sägas ha varit antik poetik, som förmedlades av bland andra Aristoteles.[källa behövs] Då kom kritiken från filosoferna som krävde att poeterna skulle ha något att lära ut eller att de skulle skriva uppbyggliga texter.[källa behövs]
I slutet av 1000-talet när den provensalska trubadurlyriken bröt fram förekom även litteraturkritiken. Två hundra år senare i Italien förekommer en litteraturkritik i antik och modern mening.[källa behövs]
Under 1400-talet återupptäcktes Aristoteles Poetik, och man såg den som en lagbok för poesin.[källa behövs] Renässanskritiken spreds från Italien över Europa och kallas för nyklassicistisk kritik. Dessa kritiker trodde på en litterär tradition sedan antiken och man ansåg att man skrev för en bildad publik.[källa behövs]
Romantikens framväxt under 1700-talet ökade kritikens inflytande och betydelse genom att man använde sig av tidningar och tidskrifter. Romantiken omvärderade medeltiden och dömde ut klassicismen. Man ansåg att kritiken måste grunda sig på filosofiska och metafysiska premisser, och man underordnade den litterära bedömningen religiösa, filosofiska, psykologiska, politiska och sociala synpunkter. Som en reaktion mot den romantiska litteraturkritiken uppstod sedan nykritiken.

## Litteraturkritik i dag
Den moderna litteraturkritiken kan ses som delad i två huvudsakliga arter, baserad på kritikens ambition. Den breda kritiken som är den man möter i dagsmedier ser ofta som sin främsta uppgift att hålla en så enkel och inbjudande nivå att läsaren informeras om innehållet och lockas att läsa originaltexten. En mer avancerad kritik ser som sin uppgift att ta den lästa litteraturen som utgångspunkt för ett teoretiskt resonemang - litteraturkritik kan i bästa fall vara ett verk nog så intressant som den litteratur som diskuteras.